# Pragmatična sankcija (1549)
Pragmatična sankcija (1549) je razglasitev, s katero sta (v času cesarja Karla V.) nizozemska zvezna skupščina (staten-generaal) ín cesarski zbor Svetega rimskega cesarstva (Reichstag) leta 1548 priznala sedemnajst nizozemskih provinc kot ozemeljsko celoto, ki se pri prenosu na cesarjevega dediča in na naslednje dediče ne sme deliti. V letu 1549 so skupščine (staten) in uprave vseh sedemnajstih provinc razglas potrdile in nanj prisegle.